# Цветы и тернии
«Цветы и тернии» — четвёртый студийный альбом рок-группы «Ю-Питер», выпущенный 3 декабря 2010 года. В рамках презентации альбома снято концертное видео.Альбом выделяется среди прочих своим утяжеленным звучанием.
В альбом вошла композиция «Дети минут» на стихи Виктора Цоя, также вошли песни, тексты к которым написал Александр Логинов, московский поэт и писатель, ныне служащий в Женеве в Организации Объединённых Наций.
Оформлением обложки занимался дизайнер и друг Вячеслава Бутусова Александр Коротич. Продюсером винилового альбома выступила казахстанская компания «Reak Art Production.kz» во главе с Бахтом Ниязовым, в сотрудничестве с которым был выпущен DVD Вячеслава Бутусова под названием «Из рая в рай».
15 октября на Нашем радио в программе «Чартова дюжина» состоялась премьера сингла «Скалолазы» с этого альбома. На сингл «Глаза» был сделан клип видеомэйкером и другом Вячеслава Бутусова Игорем Зарубиным. На песню «Дети минут» был снят клип (режиссёр — Рашид Нугманов).
3 и 7 декабря Вячеслав Бутусов и музыканты группы «Ю-Питер» представили «Цветы и тернии» в магазинах «Союз».
8 декабря Вячеслав Бутусов и Юрий Каспарян дали интервью об альбоме телеканалу «Эксперт-ТВ».

## Список композиций
Вся музыка написана «Ю-Питер».
| №   | Название                | Текст песни       | Длительность |
| --- | ----------------------- | ----------------- | ------------ |
| 1.  | «Глаза»                 | Александр Логинов | 4:39         |
| 2.  | «Скалолазы»             | Александр Логинов | 4:04         |
| 3.  | «Это»                   | Александр Логинов | 3:39         |
| 4.  | «Прятки»                | Александр Логинов | 3:51         |
| 5.  | «Небо Земли»            | Вячеслав Бутусов  | 3:20         |
| 6.  | «Что же я такого?»      | Александр Логинов | 5:43         |
| 7.  | «Чистый плюс»           | Александр Логинов | 3:19         |
| 8.  | «Враг»                  | Александр Логинов | 2:55         |
| 9.  | «Цветок»                | Александр Логинов | 4:23         |
| 10. | «Терновник»             | Анжелика Эстоева  | 3:42         |
| 11. | «Невесомость»           | Александр Логинов | 3:16         |
| 12. | «Дети минут» (акустика) | Виктор Цой        | 4:24         |
| 13. | «Дети минут» (электро)  | Виктор Цой        | 4:53         |

- Бонус-видео: «Глаза»

## Концертное видео
8 декабря 2010 года прошёл концерт-презентация альбома в клубе «Арена Moscow».
Телеканал «Эксперт-ТВ» провел съемку концерта, которая вышла в эфир 1 января 2011 года.
Трек-лист концерта:
1. Прогулки по воде
2. Прятки
3. Чистый плюс
4. Крылья
5. Небо Земли
6. Цветок
7. Я хочу быть с тобой
8. Что же я такого
9. Враг
10. Взгляд с экрана
11. Терновник
12. Скованные одной цепью
13. Триллипут

Трек 12 в оригинале представлен под названием «Круговая порука».
5 треков (1, 4, 7, 10 и 12) — песни из репертуара группы «Наутилус Помпилиус», 7 треков (2, 3, 5, 6, 8, 9 и 11)  — с альбома «Цвета и тернии».
Концерт доступен для свободного просмотра на официальном канале группы в YouTube  —  GruppaUpiter.

## Музыканты
- Вячеслав Бутусов — вокал, бас-гитара, гитара.
- Юрий (Георгий) Каспарян — гитара
- Сергей Вырвич — бас-гитара
- Евгений Кулаков — барабаны, перкуссия